# Consonne fricative palatale sourde
Cette page contient des caractères spéciaux ou non latins. S’ils s’affichent mal (▯, ?, etc.), consultez la page d’aide Unicode.

ç

La consonne fricative palatale sourde est un son consonantique assez peu fréquent dans les langues parlées. Le symbole dans l’alphabet phonétique international est [ç]. Ce symbole est celui de la lettre latine C minuscule avec cédille (tournée vers la gauche) accrochée au milieu sous son bras inférieur.

## Caractéristiques
Voici les caractéristiques de la consonne fricative palatale sourde :
- Son mode d'articulation est fricatif, ce qui signifie qu’elle est produite en contractant l’air à travers une voie étroite au point d’articulation, causant de la turbulence.
- Son point d'articulation est dit palatal, ce qui signifie qu'elle est articulée avec le milieu ou l'arrière de la langue contre le palais rigide.
- Sa phonation est sourde, ce qui signifie qu'elle est produite sans la vibration des cordes vocales.
- C'est une consonne orale, ce qui signifie que l'air ne s’échappe que par la bouche.
- C'est une consonne centrale, ce qui signifie qu’elle est produite en laissant l'air passer au-dessus du milieu de la langue, plutôt que par les côtés.
- Son mécanisme de courant d'air est égressif pulmonaire, ce qui signifie qu'elle est articulée en poussant l'air par les poumons et à travers le chenal vocatoire, plutôt que par la glotte ou la bouche.

## En français
Le [ç] n'est pas considéré comme existant en français, mais on peut toutefois l'entendre comme allophone du yod (/j/). En effet, lorsque le yod est subséquent à une occlusive sourde, le [j] devient [ç] comme dans pierre [pçɛʁ], par effet d'assimilation progressive du trait sourd de [p]. Il diffère donc du yod prononcé dans bière [bjɛʁ].

## Autres langues
L'allemand possède le [ç], appelé ich-Laut et écrit ch dans ich [iç]. Même si le son est une consonne différente du [x], il est parfois considéré comme un allophone, surtout en Suisse (alémanique).
Dans certains dialectes de l'anglais, la séquence /hj/ est parfois prononcée comme une consonne fricative palatale sourde, par assimilation. Par exemple, human /hjumən/ peut être prononcé [çumən]. Cette consonne sera toutefois toujours considérée comme un allophone en anglais.
En grec moderne, la lettre chi se prononce ainsi devant les sons /i/ et /ɛ/.
Le dialecte anversois possède le [ç] avec la particularité qu'il est toujours précédé d'un "t" et s'écrit "sh". Exemple: de stroshe (la rue) [stʀotçœ]. Le néerlandais standard de Belgique et du sud des Pays-Bas possède le [ç], écrit ch, par opposition avec le [ɣ] écrit g si ce n'est que le digramme ng est prononcé [ŋ]. Par contre, au nord du Moerdijk le ch et le g se prononcent tous deux [x] ou même [χ].
Dans certains dialectes du wallon (est-wallon), le h final d'un mot est prononcé [ç]. Il s'écrit xh ou h. Exemple: l'ouxh (ou l'ouh) (la porte) [uç]. On le retrouve dans des noms de famille (Xhignesse, Moxhet, Destexhe, Daxhlet) ou des noms de lieux (Xhendelesse, Xhoris, Xhos, Xhenmåle, Xhizogne, Xhoffraix, Xhout-si-Plout, Spixhe)
Le franc-comtois possède également ce son, noté çh. Par exemple : çhouçhaie (souffler) [çuçɛː].
Le chinois possède le [ç] ; autrefois allophone de s, on le retrouve devant un i ou un u comme dans Lu Xun (le X se prononce alors [ç]).
Le japonais possède le [ç] en tant qu'allophone du h dans la syllabe ひ ou ヒ (transcrit hi).
Le [ç] se trouve aussi en breton haut-vannetais.